# كارل هانز
كارل هانز، حكم كرة قدم ألماني سابق.
و قد حكم في كأس الخليج 1986، وقد أدار مباراة منتخب الإمارات لكرة القدم ومنتخب العراق لكرة القدم في 24 مارس 1986، وقد أدار مباراة منتخب السعودية لكرة القدم ومنتخب عمان لكرة القدم في 28 مارس 1986، وقد أدار مباراة منتخب الإمارات لكرة القدم ومنتخب السعودية لكرة القدم في 2 ابريل 1986.